# Xilena (futbol)

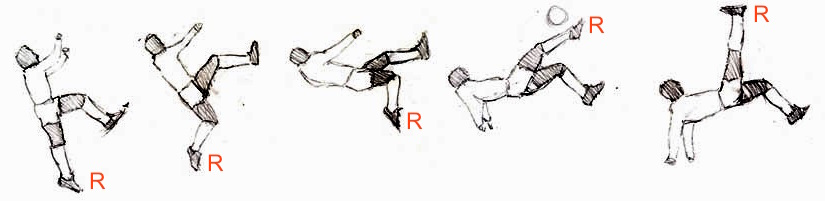
Sèrie de dibuixos presentant les fases diverses d'un xut de xilena.

Xilena o xut de xilena és un variant de manipular la pilota amb el peu en futbol i esports similars. Es crea colpejant la pilota cap enrere, sobre el cap del mateix jugador, tenint el peu alt i el cos tot en l'aire. La xilena és utilitzada com un recurs defensiu, per rebutjar la pilota des de la porteria, o ofensiu, en un intent de marcar un gol (gol de xilena).
Es considera que la xilena requereix una habilitat avançada. És difícil realitzar-la de manera correcta, i un gol de xilena es sovint considerat com extraordinari.
L'origen de la xilena és associada amb diferents països (com Brasil, Xile, Itàlia i el Perú). La paraula xilena (castellà: chilena) té relació amb Xile, i en castellà el terme alternatiu chalaca té origen peruà. En anglès és sovint anomenat bicycle kick i en portuguès com bicicleta.
Algunes font citen els futbolistes xilens Ramón Unzaga i David Arellano com a creadors d'aquest remat.